# Eurípil (fill de Celeno)
D'acord amb la mitologia grega, Eurípil (en grec antic Εὐρύπυλος) va ser un rei de Cirene, fill de Posidó i de Celeno.
Va oferir a Eufem una gleva de terra màgica com a mostra d'hospitalitat quan els argonautes van travessar la llacuna Tritònida a Líbia. Segons Píndar, Eurípil és l'encarnació del déu Tritó. Segons altres tradicions, és germà de Tritó.
Es casà amb Estèrope, filla d'Hèlios, amb la que tingué dos fills, Licàon i Leucip. Durant el seu regnat, Apol·lo va conduir al seu país la nimfa Cirene.